# Diaethria neglecta
Diaethria neglecta är en fjärilsart som beskrevs av Osbert Salvin 1869. Diaethria neglecta ingår i släktet Diaethria och familjen praktfjärilar. Inga underarter finns listade i Catalogue of Life.

## Bildgalleri

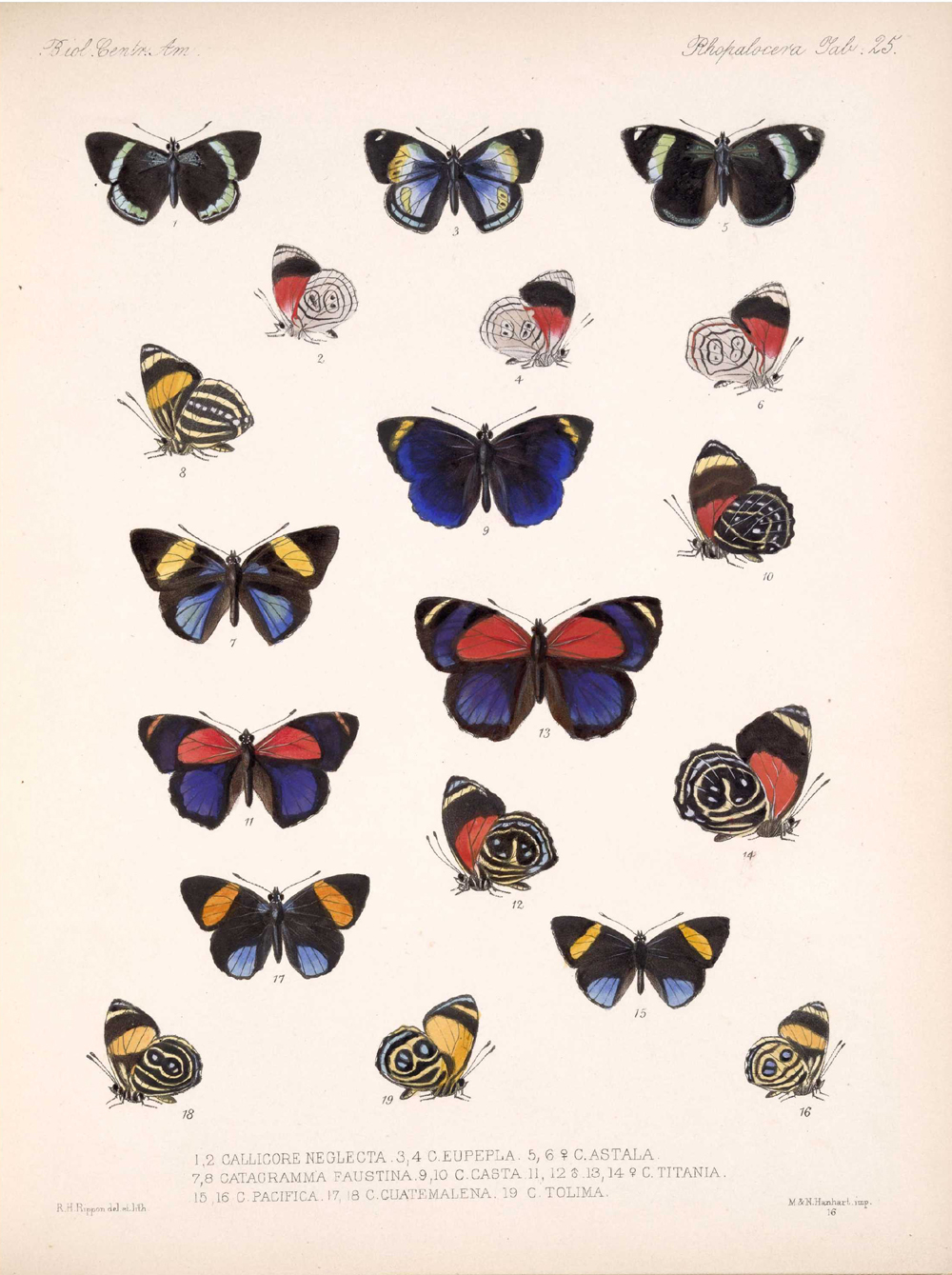